# 2099
2099 (MMXCIX) será un año común comenzado en jueves en el calendario gregoriano. Será también el número 2099.° anno Dómini o de la designación de Era Cristiana (AD) o de la Era Común (EC), además del nonagésimo noveno año del III Milenio y del Siglo XXI, penúltimo de la década de los 2090 y convencionalmente el penúltimo del siglo XXI.

## Acontecimientos

### Marzo
- 21 de marzo: Eclipse solar anular.

### Abril
- 4 de abril: Eclipse lunar.

### Septiembre
- 14 de septiembre: Eclipse solar total.
- 29 de septiembre: Eclipse lunar.

- Datos: Q972339
- Multimedia: 2099 / Q972339